# جان کراوفورد (هنرپیشه)
جان کراوفورد (انگلیسی: John Crawford؛ ۱۳ سپتامبر ۱۹۲۰ – ۲۱ سپتامبر ۲۰۱۰) یک هنرپیشه اهل ایالات متحده آمریکا بود.
از فیلم‌ها یا برنامه‌های تلویزیونی که وی در آن نقش داشته است می‌توان به جیسن و آرگونات‌ها و ۳۰۰ اسپارتان اشاره کرد.